# Bloomfield (microprocessore)
Bloomfield è il successore del processore Intel Core 2 Extreme basato sul core Yorkfield e dedicato alla fascia alta del mercato desktop. È arrivato sul mercato il 17 novembre 2008 ed è basato sulla nuova architettura Nehalem, successiva all'Intel Core Microarchitecture, originariamente introdotta nel settore desktop dal core Conroe nel corso del 2006 (e commercializzato come Core 2 Duo).
Il cambio di architettura ha portato con sé anche un nuovo nome commerciale per i prodotti basati su di essa, in modo da evidenziare in maniera più efficace il rinnovamento della gamma. Bloomfield viene commercializzato con i nomi di Core i7 e Core i7 Extreme, a seconda delle versioni.

## Caratteristiche tecniche

### Processo produttivo
Si tratta ancora di una CPU a 4 core costruita mediante processo produttivo a 45 nm ma realizzata secondo un approccio costruttivo a Die Monolitico, e non unendo 2 die dual core in un unico package, come avviene in Yorkfield.
A differenza di quanto avvenuto in passato in tutte le ultime generazioni di architetture Intel, in cui la cache era divisa in 2 livelli, in Bloomfield ne sono presenti 3. Ogni core ha una propria cache L1 da 64 KB (divisa a sua volta in 2 blocchi da 32 KB, per le istruzioni e per i dati, al pari di quanto avviene per la precedente architettura Core), e una propria cache L2 da 256 KB (a differenza della cache L2 da 4 o 6 MB condivisa tra tutti i core dell'architettura precedente); a queste si aggiunge un'ulteriore cache L3 da 8 MB che viene condivisa tra tutti i core e che è, tra l'altro, di tipo inclusivo.
Come previsto dall'architettura Nehalem, il bus non è più quello Quad Pumped, introdotto da Intel con il primo Pentium 4 Willamette e mantenuto fino agli ultimi esponenti dell'architettura "Core", ma il nuovo Intel QuickPath Interconnect, analogo all'HyperTransport di AMD. A differenza di quanto avviene nel core Gainestown (in tutto e per tutto simile a Bloomfield) per gli Xeon DP per sistemi biprocessore però, in Bloomfield è presente un solo collegamento QPI che funziona a frequenze diverse a seconda del modello; la versione più potente ha una banda passante di 6,4 GT/s (GigaTransfer/s), pari a 12,8 GB/s, mentre altre versioni ridotte hanno una banda di 4,8 GT/s, pari a 9 GB/s. Va ricordato comunque che il tradizionale BUS non è stato abbandonato proprio del tutto: esso sopravvive all'interno della CPU per il trasferimento interno dei dati e per poter impostare la frequenza operativa insieme al moltiplicatore; in Bloomfield tale BUS funziona a 133 MHz.
L'ispirazione da parte di Intel nei confronti di quanto fatto da AMD nel corso degli ultimi anni, non si è limitata al nuovo BUS seriale. È stato infatti integrato anche il controller della memoria RAM, che in Bloomfield è Triple Channel (a 3 canali) e supporta memorie DDR3 negli standard 800/1066/1333 MHz.
Il consumo è di circa 130 W, mentre per quanto riguarda il socket, esso è il nuovo LGA 1366 (conosciuto anche come Socket B) e utilizzato anche dalla controparte server Gainestown. Inizialmente in realtà erano state annunciate anche versioni prive del controller di memoria integrato e installabili nel Socket H (715 pin), ma nelle successive notizie di fine 2007 queste versioni "ridotte" non vennero più state menzionate; probabilmente Intel ha deciso di integrare il controller di memoria in tutte le varianti di Bloomfield, così da non dover differenziarne la produzione e contenere i costi realizzativi. Nei primi giorni di giugno 2008 erano apparse in rete anche le prime immagini di CPU Bloomfield che evidenziavano come il nuovo processore avrebbe avuto una forma leggermente rettangolare, a differenza di quella quadrata dei processori precedenti realizzati per il Socket 775, con alcuni incavi laterali che ne impediscono un montaggio non corretto all'interno del socket.
Infine, il clock dovrebbe in futuro superare la barriera "storica" dei 4 GHz, un obiettivo perseguito da Intel con il Pentium 4 Prescott ma mai raggiunto a causa del consumo eccessivo di quelle soluzioni.
A settembre 2007 Intel aveva annunciato di aver appena completato la produzione dei primi prototipi Bloomfield, e che questi sono composti da ben 731 milioni di transistor. Si tratta di un valore inferiore rispetto agli 820 milioni di transistor delle soluzioni a 4 core basate sulla seconda generazione dell'architettura "Core" (per esempio il core Yorkfield) ma giustificata da 2 ragioni fondamentali: la prima risiede nel fatto che la gestione delle comunicazioni interne di un processore a 4 core "nativo" ovvero realizzato in un unico die mediante l'approccio a Die Monolitico, è più semplice da realizzare e richiede quindi meno componenti rispetto alla connessione di 2 die dual core mediante un approccio a Die Doppio come avviene nelle soluzioni precedenti e, in secondo luogo, l'architettura Nehalem è stata sviluppata per sfruttare in maniera ancora più efficiente la cache di ultimo livello che è certamente il componente di una CPU che ne fa aumentare più di ogni altro il numero di transistor, e richiederne quindi una quantità minore. Mentre Bloomfield contiene, come detto 8 MB di cache L3 (condivisa da tutti e 4 i core), il precedente Yorkfield è dotato di una cache L2 di 12 MB (separata però in 2 blocchi da 6 MB ciascuno condiviso da una sola coppia di core). La superficie del die è invece aumentata, passando dai 214 mm² (2 x 107 mm²) di Yorkfield, ai 263 mm² di Bloomfield.

#### Sfruttamento della cache di ultimo livello
Nei processori dual core e multi core si pone il problema di come sfruttare la grande dotazione di cache di ultimo livello e come gestirne l'accesso da parte dei vari core. L'approccio a die monolitico cui si è accennato poco sopra è solo uno degli approcci possibili nella realizzazione, e ognuno di questi comporta pro e contro relativamente ai metodi di fruizione di questa preziosa memoria aggiuntiva. Buona parte di questi aspetti è evidenziata nella voce Architettura dual core#Architettura della cache condivisa, in cui si fa riferimento anche ad altri processori che sfruttano i differenti approcci.

#### Importanti considerazioni sul consumo dichiarato
È importante sottolineare che per fare un confronto tra i consumi di queste nuove soluzioni con quelle che le hanno precedute sul mercato, è necessario considerare che nella stima del consumo del nuovo core viene incluso anche quello legato alle funzioni che un tempo erano demandate al northbridge del chipset. Di conseguenza, il consumo sopracitato, superiore a quello dichiarato per il predecessore di Bloomfield, è in realtà più basso se confrontato con la somma tra il consumo di Yorkfield e quello del northbridge del chipset.

### Tecnologie implementate
Oltre alle ormai scontate istruzioni MMX, SSE, SSE2, SSE3, EM64T e XD-bit, è stato implementato anche l'intero set di istruzioni SSE4. A fine 2007 con i primi processori a 45 nm (basati però su architettura "Core") Intel aveva già iniziato l'introduzione di queste nuove istruzioni ma si era limitata a 47 istruzioni sulle 54 previste dal set SSE4 completo, e per questo motivo il produttore indicava questa prima implementazione, limitata, come SSE4.1 (dove.1 indica la prima versione); in tutti i processori basati sull'architettura Nehalem invece, viene integrato l'intero set delle istruzioni, indicato come SSE4.2.
Non mancano ovviamente la tecnologia di virtualizzazione Vanderpool e quella di risparmio energetico SpeedStep, che nelle nuove CPU vanta decisi miglioramenti; grazie alla nuova tecnologia Power Gate infatti, Bloomfield è in grado di rallentare e accelerare la frequenza di ogni core individualmente a seconda della specifica occupazione e arrivare addirittura allo "spegnimento" di quelle aree della CPU che risultano inutilizzate, forse addirittura gli interi core, riducendone il voltaggio a zero, e non limitandosi a diminuirne le richieste energetiche. A questa tecnologia se ne unisce anche un'altra esattamente duale, chiamata Intel Turbo Mode che è in sostanza il nuovo nome della Intel Dynamic Acceleration già vista nei Core 2 Duo Merom e Penryn alla base delle piattaforme Centrino Duo Santa Rosa e Centrino 2 Montevina. La nuova architettura Nehalem porta tale tecnologia in tutti i settori di mercato e grazie ad essa è possibile aumentare il clock dei soli core utilizzati in modo da velocizzare l'elaborazione di quelle particolari applicazioni che non sono in grado di sfruttare adeguatamente un processore multi core. Avere meno core attivi, consente infatti di aumentare il clock (e quindi il consumo) dei core rimanenti senza eccedere le specifiche della CPU stessa; nelle prime versioni di Bloomfield il clock aumenta fino a 3,5 GHz.
Anche la gestione del calore dissipato ha visto importanti miglioramenti: a differenza di quanto avviene nei processori precedenti, che al raggiungimento di una certa temperatura abbassano istantaneamente il proprio clock al valore più basso possibile, in Bloomfield il clock viene abbassato progressivamente fino al raggiungimento della temperatura adeguata.
È da evidenziare infine l'implementazione della nuova tecnologia Simultaneous Multi-Threading, evoluzione della vecchia Hyper-Threading (ma basata su principi completamente diversi), ormai abbandonata da parte del produttore statunitense, e in grado di raddoppiare il numero di thread elaborabili dalla CPU. Dato che Bloomfield ha 4 core, è in grado di gestire 8 thread contemporaneamente.

## Chipset supportati
Bloomfield viene abbinato al chipset Tylersburg in grado di connettere la CPU agli slot PCI Express 2.0. Sebbene tale chipset sia in grado di fornire supporto a 2 collegamenti indipendenti del BUS QPI in modo da consentire la connessione di due processori simultaneamente, tale caratteristica viene sfruttata solo dalla controparte server di Bloomfield, conosciuta come Gainestown, che è in buona sostanza una variante di Bloomfield in grado di funzionare in configurazioni biprocessore. Il modello di Tylersburg che viene abbinato a Bloomfield è quello conosciuto come X58 che tra le altre cose supporta fino a 36 linee PCI Express comprendenti configurazioni a doppio slot PCI Express 2.0 con connessioni 16x elettriche o a 4 slot PCI Express 2.0 con connessioni 8x elettriche.

## Primi test e confronto delle prestazioni rispetto a Yorkfield
Nel mese di settembre 2008 erano stati presentati i primi test prestazionali relativi al nuovo processore Bloomfield, confrontato con il suo diretto predecessore, vale a dire il core Yorkfield alla base dei Core 2 Quad e Core 2 Extreme che è però, come detto, basato sulla precedente architettura Intel Core Microarchitecture.
Il modello "Core i7 940" (funzionante a Template:2,93) è stato messo alla prova mediante il benchmark 3DMark Vantage, raggiungendo un punteggio per la CPU pari a 17966 punti. Nel test Super PI il modello "Core i7 920" (funzionante a 2,66 GHz) ha completato l'elaborazione in 15,36 secondi contro i 14,42 secondi impiegati dalla più potente versione di Yorkfield, il modello "Core 2 Extreme QX9770" funzionante a ben 3,2 GHz.
La testata giornalistica AnandTech ha invece messo sotto esame il nuovo tipo di BUS seriale QPI (precisamente quello 4,8 GT/s delle versioni "minori" di Bloomfield) e ha verificato che la banda passante di una configurazione di memoria RAM DDR3-1066 triple channel raggiunge i 12 GB/s contro i 6,9 GB/s tipici di un processore Yorkfield a 3 GHz (per esempio il modello "Core 2 Quad Q9650") abbinato a DDR3-1066 in dual channel.
Secondo Intel, il modello di punta di Bloomfield (il "Core i7 Extreme 965") a confronto con il predecessore di pari frequenza, ovvero il già citato "Core 2 Extreme QX9770", è in grado di aumentare le prestazioni dei programmi di rendering tridimensionale del 38%, quelle delle applicazioni multimediali del 41%, e quelle dei videogiochi di ben il 52%.
Sembra inoltre che la re-introduzione della tecnologia Hyper-Threading, nella sua nuova incarnazione SMT, riesca a fornire benefici medi nell'ordine del 6% con punte del 23% nelle applicazioni che sono in grado di sfruttare maggiormente la presenza di tanti core logici, ovvero quelli di codifica video.
I test indipendenti hanno mostrato come, a parità di clock, un processore Bloomfield sia mediamente più veloce del 25% rispetto al core Yorkfield basato sull'architettura precedente, mentre grazie soprattutto alla tecnologia Power Gate i consumi in caso di inattività della CPU sono fino a 4 volte inferiori rispetto al suo predecessore; a pieno carico invece sono comparabili, ma dato che Bloomfield è, come detto, più potente a parità di clock, il rapporto prestazioni per watt è nettamente a favore della nuova soluzione.

## Limiti di overclock
Alcune limitazioni sono emerse, e poi confermate dalla stessa Intel, per quanto riguarda le potenzialità di overclock di tale processore. A causa della delicatezza del controller di memoria integrato, è possibile aumentare la tensione di esercizio di soli 0,1 V impedendo quindi di fatto lo sfruttamento di banchi di memoria DDR3 ad alte prestazioni che al momento richiedono tensioni di esercizio ben superiori.
Inoltre il processore è ora in grado di monitorare la corrente assorbita e di conseguenza anche il consumo energetico istante per istante; quando questi valori superano dei limiti di soglia impostati di fabbrica, rispettivamente a 100 A e 130 W, interviene una nuova funzionalità integrata nei processori Bloomfield e chiamata Overspeed Protection (tale funzionalità non è presente nei processori appartenenti alla gamma Extreme, ovvero la fascia che storicamente raggruppa i processori che non hanno limitazioni all'overclock di fabbrica). Un fattore che avrebbe una decisa influenza su questi parametri è proprio l'aumento della tensione di alimentazione del processore, ovvero uno strumento quasi fondamentale per poter effettuare overclock di una qualche entità: al di là quindi delle limitazioni date dal controller della memoria illustrate sopra, le reali difficoltà ad ottenere aumenti di frequenza evidenti dipendono proprio dalla presenza di questa protezione.

### Alcune limitazioni rimosse nei modelli in produzione
A marzo 2009 la testata giornalistica online Maximum PC ha scoperto che nei modelli Core i7 920 e 940 arrivati sul mercato non sono più presenti alcune limitazioni che avevano impedito l'overclock degli esemplari testati nei primi giorni dalla presentazione. Sembra che Intel abbia deliberatamente eliminato tali vincoli, consentendo quindi agli utenti la modifica dalla frequenza del BUS QPI, che può così essere portato anche in questi modelli a 6,4 GT/s, e del moltiplicatore della memoria RAM in modo da poter utilizzare anche i moduli che arrivano fino a 1600 MHz; entrambe queste modifiche possono essere eseguite facilmente da parte di ogni utente mediante semplici interventi nel BIOS. Rimangono invece attivati i blocchi che limitato l'aumento del moltiplicatore della frequenza operativa della CPU (che è sbloccato solo nella versione Extreme) e le impostazioni della tecnologia Turbo Mode.

## La nuova versione Extreme Edition
Storicamente Intel ha sempre presentato una versione "Extreme Edition" dei suoi processori, dedicata agli utenti più esigenti. Come successore del Core 2 Extreme, arriva Core i7 Extreme che, almeno nella sua prima incarnazione, è basato anch'esso sul core Bloomfield.
Come al solito, le differenze tra la versione Extreme e quelle "lisce" sono limitate a frequenze leggermente superiori (in questo caso, clock della CPU e velocità del BUS QPI), alla presenza del moltiplicatore sbloccato sia verso il basso che verso l'alto in modo da semplificare le operazioni di overclock tipiche di questa fascia di utenti, e alla già citata assenza della funzionalità Overspeed Protection.

## Bloomfield alla base anche della seconda generazione della piattaforma Skulltrail
Nei primi mesi del 2008 Intel presentò la piattaforma Skulltrail (conosciuta anche come Intel V8) che consisteva in 2 processori Yorkfield operanti in parallelo (per un totale di 8 core di elaborazione), e destinata alla fascia più alta del mercato desktop. Sebbene commercializzati con il nome commerciale di Core 2 Extreme (tipico del settore desktop) tali processori erano in realtà basati sulla controparte per i server di Yorkfield, Harpertown.
A ottobre 2008 Intel ha annunciato che Bloomfield sarà la base anche dell'evoluzione di tale piattaforma che sarà in grado di elaborare fino a 16 thread simultaneamente, grazie alla presenza della tecnologia Simultaneous Multi-Threading integrata nei nuovi processori.

## Prezzi dei vari modelli al momento del lancio
Con l'arrivo di Bloomfield Intel ha cambiato nuovamente la struttura del processor number rispetto a quanto introdotto con la precedente architettura "Core", tornando ad essere di 3 sole cifre:
- Core i7 Extreme 965 (ex Bloomfield XE) - 999 $
- Core i7 940 (ex Bloomfield P1) - 562 $
- Core i7 920 (ex Bloomfield MS3) - 284 $

Nel corso del mese di febbraio 2009 si è saputo che Intel aveva intenzione di presentare 2 nuovi modelli nel secondo trimestre dell'anno (sono poi arrivate il 31 maggio 2009), uno "Extreme" e uno tradizionale:
- Core i7 Extreme 975 - 999 $
- Core i7 950 - 562 $

Le nuove frequenze sono basate sul nuovo stepping "D0", a cui poi dovrebbero progressivamente passare anche le tradizionali versioni Core i7 già presentate (che sono invece basate su quello "C0"), in particolare il modello 920. Una versione preliminare del nuovo modello Core i7 Extreme 975 era stata portata a ben 5239 MHz già nel corso del mese di febbraio 2009 da un noto esperto del mondo dell'overclock grazie ad un raffreddamento ad azoto liquido.
Gradualmente Intel interromperà la produzione dei modelli più vicini in termini di frequenza operativa alle nuove versioni attese sul mercato, vale a dire i modelli 940 e 965 Extreme, mantenendo in vita solo il 920 dei modelli originariamente presentati al momento del lancio.
A ottobre 2009 è arrivato anche il modello ancora più potente:
- Core i7 960 - 562 $

che a sua volta andrà a sostituire progressivamente il precedente Core i7 950.

### Modelli ancora attesi sul mercato
Nei primi mesi del 2010 è atteso anche il rimpiazzo del modello più economico ancora in produzione il 920; di seguito le caratteristiche di tale versione:
- Core i7 930 - clock a 2,88 GHz, 8 MB di cache L3, RAM 3-channel DDR3-1066, 130 W, QPI a 4,8 GT/s, SMT, Turbo Mode - 284 $

## Bloomfield anche sui server monoprocessore
Al pari di quanto fatto anche con il predecessore Yorkfield, Intel ha continuato ad utilizzare il core pensato per l'ambito desktop, in questo caso Bloomfield, anche nel settore dei server monoprocessore basati su Xeon UP (Unique Processor). Si tratta in sostanza di usare le stesse versioni di processore destinate normalmente al mercato desktop in sistemi pensati per l'ambito server, quindi abbinati a particolari motherboard e memorie RAM con particolari requisiti di affidabilità e prestazioni. È un modo per creare soluzioni con gli stessi requisiti di un server, senza la necessità di implementare le costose soluzioni biprocessore Xeon DP.
Di seguito i prezzi dei modelli presentati il 29 marzo 2009, in concomitanza con l'arrivo dei modelli basati sul core Gainestown per i processori Xeon DP, che sono in tutto e per tutto analoghi ai modelli desktop presentati a novembre 2008:
- Xeon UP W3570 - 999 $
- Xeon UP W3540 - 562 $
- Xeon UP W3520 - 284 $

Si tratta a tutti gli effetti di una rimarchiatura dei processori Core i7, dato che tutte le caratteristiche dei nuovi processori Xeon UP, prezzo compreso, sono esattamente le stesse delle controparti destinate al settore desktop.
Ad agosto 2009 sono arrivati anche i seguenti modelli, analoghi nelle caratteristiche a quelli commercializzati nel settore desktop a partire da giugno:
- Xeon EP W3580 - 999 $
- Xeon EP W3550 - 562 $

### Modelli non commercializzati
Il 16 marzo 2010, in concomitanza con la presentazione dei primi modelli di Xeon DP a 6 core, dovrebbe arrivare anche il seguente:
- Xeon DP W3530 - clock a 2,8 GHz, 8 MB di cache L3, RAM 3-channel DDR3-800, 130 W, QPI a 4,8 GT/s, no SMT, no Turbo Mode

## Modelli
La tabella seguente mostra i modelli di Core i7, Core i7 Extreme, basati su core Bloomfield, arrivati sul mercato. Molti di questi condividono caratteristiche comuni pur essendo basati su diversi core; per questo motivo, allo scopo di rendere maggiormente evidente tali affinità e "alleggerire" la visualizzazione alcune colonne mostrano un valore comune a più righe. Di seguito anche una legenda dei termini (alcuni abbreviati) usati per l'intestazione delle colonne:
- Nome Commerciale: si intende il nome con cui è stato immesso in commercio quel particolare esemplare.
- Data: si intende la data di immissione sul mercato di quel particolare esemplare.
- Socket: lo zoccolo della scheda madre in cui viene inserito il processore. In questo caso il numero rappresenta oltre al nome anche il numero dei pin di contatto.
- N°C.: sta per "numero di core" e si intende il numero di core montati sul package: 1 se "single core", 2 se "dual core", 4 se "quad core", ecc.
- Clock: la frequenza di funzionamento del processore.
- Molt.: sta per "Moltiplicatore" ovvero il fattore di moltiplicazione per il quale bisogna moltiplicare la frequenza di bus per ottenere la frequenza del processore.
- Pr.Prod.: sta per "Processo produttivo" e indica tipicamente la dimensione dei gate dei transistors (180 nm, 130 nm, 90 nm) e il numero di transistor integrati nel processore espresso in milioni.
- Voltag.: sta per "Voltaggio" e indica la tensione di alimentazione del processore.
- Watt: si intende il consumo massimo di quel particolare esemplare.
- Ram: indica la presenza del controller per la memoria RAM integrato nel processore, il numero di canali supportati e la frequenza massima.
- bus: frequenza del bus interno alla CPU.
- QPI: velocità del bus seriale introdotto da Intel con l'architettura Nehalem e che mette in comunicazioni i processori tra loro e con il chipset. La sua velocità viene indicata in GT/s invece che in MHz.
- PCI: indica la presenza del controller PCI Express 2.0 per la gestione delle schede video discrete e il numero di linee per ogni slot.
- Cache: dimensione delle cache di 1º e 2º livello.
- XD: sta per "XD-bit" e indica l'implementazione della tecnologia di sicurezza che evita l'esecuzione di codice malevolo sul computer.
- 64: sta per "EM64T" e indica l'implementazione della tecnologia a 64 bit di Intel.
- HT: sta per "Hyper-Threading" e indica l'implementazione della esclusiva tecnologia Intel che consente al sistema operativo di vedere 2 core "logici" per ogni core "fisico".
- ST: sta per "SpeedStep Technology" ovvero la tecnologia di risparmio energetico sviluppata da Intel e inserita negli ultimi Pentium 4 Prescott serie 6xx per contenere il consumo massimo.
- TM: sta per "Turbo Mode" ovvero la tecnologia che aumenta il clock dei soli core utilizzati in modo da velocizzare l'elaborazione di quelle particolari applicazioni che non sono in grado di sfruttare adeguatamente un processore multi core.
- VT: sta per "Vanderpool Technology", la tecnologia di virtualizzazione che rende possibile l'esecuzione simultanea di più sistemi operativi differenti contemporaneamente.

| Core i7 / Core i7 Extreme | Core i7 / Core i7 Extreme | Core i7 / Core i7 Extreme | Core i7 / Core i7 Extreme | Core i7 / Core i7 Extreme | Core i7 / Core i7 Extreme | Core i7 / Core i7 Extreme | Core i7 / Core i7 Extreme | Core i7 / Core i7 Extreme | Core i7 / Core i7 Extreme | Core i7 / Core i7 Extreme | Core i7 / Core i7 Extreme | Core i7 / Core i7 Extreme | Core i7 / Core i7 Extreme   | Core i7 / Core i7 Extreme | Core i7 / Core i7 Extreme | Core i7 / Core i7 Extreme | Core i7 / Core i7 Extreme | Core i7 / Core i7 Extreme | Core i7 / Core i7 Extreme |
| Nome Commerciale          | Data                      | Socket                    | N°C.                      | Clock                     | Molt.                     | Pr.Prod.                  | Voltag.                   | Watt                      | Ram                       | Bus                       | QPI                       | PCI                       | Cache                       | XD                        | 64                        | HT                        | ST                        | TM                        | VT                        |
| ------------------------- | ------------------------- | ------------------------- | ------------------------- | ------------------------- | ------------------------- | ------------------------- | ------------------------- | ------------------------- | ------------------------- | ------------------------- | ------------------------- | ------------------------- | --------------------------- | ------------------------- | ------------------------- | ------------------------- | ------------------------- | ------------------------- | ------------------------- |
| Core i7 920               | 17/nov/2008               | 1366                      | 4                         | 2,66 GHz                  | 20x                       | 45 nm 731 mil.            | 1,17 V                    | 130 W                     | 3-DDR3 1066               | 133 MHz                   | 4,8 GT/s                  | ---                       | L1=4x64KB L2=4x256KB L3=8MB | Sì                        | Sì                        | Sì                        | Sì                        | Sì                        | Sì                        |
| Core i7 940               | 17/nov/2008               | 1366                      | 4                         | 2,93 GHz                  | 22x                       | 45 nm 731 mil.            | 1,17 V                    | 130 W                     | 3-DDR3 1066               | 133 MHz                   | 4,8 GT/s                  | ---                       | L1=4x64KB L2=4x256KB L3=8MB | Sì                        | Sì                        | Sì                        | Sì                        | Sì                        | Sì                        |
| Core i7 Extreme 965       | 17/nov/2008               | 1366                      | 4                         | 3,2 GHz                   | 24x                       | 45 nm 731 mil.            | 1,17 V                    | 130 W                     | 3-DDR3 1333               | 133 MHz                   | 6,4 GT/s                  | ---                       | L1=4x64KB L2=4x256KB L3=8MB | Sì                        | Sì                        | Sì                        | Sì                        | Sì                        | Sì                        |
| Core i7 950               | 31/mag/2009               | 1366                      | 4                         | 3,06 GHz                  | 23x                       | 45 nm 731 mil.            | 1,17 V                    | 130 W                     | 3-DDR3 1066               | 133 MHz                   | 4,8 GT/s                  | ---                       | L1=4x64KB L2=4x256KB L3=8MB | Sì                        | Sì                        | Sì                        | Sì                        | Sì                        | Sì                        |
| Core i7 Extreme 975       | 31/mag/2009               | 1366                      | 4                         | 3,33 GHz                  | 25x                       | 45 nm 731 mil.            | 1,17 V                    | 130 W                     | 3-DDR3 1333               | 133 MHz                   | 6,4 GT/s                  | ---                       | L1=4x64KB L2=4x256KB L3=8MB | Sì                        | Sì                        | Sì                        | Sì                        | Sì                        | Sì                        |
| Core i7 960               | 20/ott/2009               | 1366                      | 4                         | 3,2 GHz                   | 24x                       | 45 nm 731 mil.            | 1,17 V                    | 130 W                     | 3-DDR3 1066               | 133 MHz                   | 4,8 GT/s                  | ---                       | L1=4x64KB L2=4x256KB L3=8MB | Sì                        | Sì                        | Sì                        | Sì                        | Sì                        | Sì                        |
| Xeon UP                   |                           |                           |                           |                           |                           |                           |                           |                           |                           |                           |                           |                           |                             |                           |                           |                           |                           |                           |                           |
| Xeon UP W3520             | 29/mar/2009               | 1366                      | 4                         | 2,66 GHz                  | 20x                       | 45 nm 731 mil.            | 1,17 V                    | 130 W                     | 3-DDR3 1066               | 133 MHz                   | 4,8 GT/s                  | ---                       | L1=4x64KB L2=4x256KB L3=8MB | Sì                        | Sì                        | Sì                        | Sì                        | Sì                        | Sì                        |
| Xeon UP W3540             | 29/mar/2009               | 1366                      | 4                         | 2,93 GHz                  | 22x                       | 45 nm 731 mil.            | 1,17 V                    | 130 W                     | 3-DDR3 1066               | 133 MHz                   | 4,8 GT/s                  | ---                       | L1=4x64KB L2=4x256KB L3=8MB | Sì                        | Sì                        | Sì                        | Sì                        | Sì                        | Sì                        |
| Xeon UP W3570             | 29/mar/2009               | 1366                      | 4                         | 3,2 GHz                   | 24x                       | 45 nm 731 mil.            | 1,17 V                    | 130 W                     | 3-DDR3 1333               | 133 MHz                   | 6,4 GT/s                  | ---                       | L1=4x64KB L2=4x256KB L3=8MB | Sì                        | Sì                        | Sì                        | Sì                        | Sì                        | Sì                        |
| Xeon UP W3550             | 9/ago/2009                | 1366                      | 4                         | 3,06 GHz                  | 23x                       | 45 nm 731 mil.            | 1,17 V                    | 130 W                     | 3-DDR3 1066               | 133 MHz                   | 4,8 GT/s                  | ---                       | L1=4x64KB L2=4x256KB L3=8MB | Sì                        | Sì                        | Sì                        | Sì                        | Sì                        | Sì                        |
| Xeon UP W3580             | 9/ago/2009                | 1366                      | 4                         | 3,33 GHz                  | 25x                       | 45 nm 731 mil.            | 1,17 V                    | 130 W                     | 3-DDR3 1333               | 133 MHz                   | 6,4 GT/s                  | ---                       | L1=4x64KB L2=4x256KB L3=8MB | Sì                        | Sì                        | Sì                        | Sì                        | Sì                        | Sì                        |

Nota: la tabella soprastante è un estratto di quelle complete contenute nelle pagine del Core i7, del Core i7 Extreme e dello Xeon.

## Il successore
Il successore del core Bloomfield dovrebbe essere Gulftown, ovvero il primo processore Intel a 6 core destinato a raggiungere il settore desktop (nel 2008 era stato presentato il processore a 6 core Dunnington ma esso era pensato solo per il settore degli Xeon MP, per sistemi multiprocessore e inoltre era basato sulla precedente architettura "Core") e sarà inoltre il primo processore a più di 4 core ad essere basato sull'architettura Nehalem. Più precisamente, esso sarà basato sull'evoluzione a 32 nm di tale architettura, indicata con il nome in codice di Westmere.